# البحرية الإمبراطورية الروسية
البحرية الإمبراطورية الروسية تشير إلى أساطيل القياصرة الروس قبل الثورة البلشفية.

## أول سفينة لرومانوف
تحت حكم القيصر ميخائيل روسيا تم بناء أول سفينة شراعية بثلاثة سواري في روسيا، واكتمل بناؤها في العام 1636. بنيت في بالاخنا من قبل بنائي سفن دنماركيين من هولشتاين وفقا لتصميم أوروبي، وسميت فريدريك. وخلال رحلتها الأولى في بحر قزوين واجهت فريدريك عاصفة شديدة فقدت على أثرها في البحر.
خلال الحرب الروسية السويدية، 1656-1658، قامت القوات الروسية بالاستيلاء على الحصون السويدية دونابرغ وكوكنيس على دفينا الغربية وتم تسمية هذا الأخير تسارفيتش-ديميترييف. أسس بويار يدعى افاناسي اوردين ناشوكين حوض بناء سفن في قلعة تسارفيتش-ديميترييف وبدأ ببناء السفن للإبحار في بحر البلطيق. في 1661، أجبرت روسيا مرة أخرى على الالتزام بشروط قاسية في معاهد، وهذه المرة معاهدة كارديز. وافقت روسيا على ارجاع جميع الأراضي السويدية التي احتلتها، فيما دمرت جميع السفن التي شيدت في تساريفتش-ديميترييف.
البويار اوردين ناشوكين حول انتباهه إلى نهر الفولغا وبحر قزوين. مع موافقة القيصر، جلب البويار خبراء بناء السفن الهولنديين إلى بلدة ديدينوفو بالقرب من التقاء نهري الفولغا ونهر أوكا. بدأ بناء السفن في شتاء عام 1667. في غضون سنتين، اكتملت أربع سفن: واحدة بـ 22 مدفع، سميت Орёл («أوريول» = «النسر»)، وثلاث سفن أصغر حجما. لسوء الحظ كانت فريدريك سفينة هولشتاين، فأصبح Орёл أول سفينة روسية ذات ثلاث سواري، أوروبية التصميم من النوع الشراعي ولكن كان لها نهاية مؤسفة مماثلة لفريدريك. فقدت السفينة في أستراخان حيث استولى عليها القوزاق المتمردون بقيادة ستينكا رازين. نهب القوزاق Орёл وتخلو عناه، نصف المغمورة، وذلك في مصب نهر الفولغا.
خلال الجزء الأكبر من القرن السابع عشر قام التجار الروس والقوزاق باستخدام قوارب كوش، وأبحروا عبر البحر الأبيض، واستكشفوا نهر لينا ونهر كوليما ونهر اينديجيركا، وأسسوا المستوطنات في منطقة نهر آمور العلوية. مما لا شك فيه ان أكبر مستكشف روسي كان سيميون دزينيوف، الذي، في عام 1648، أبحر على طول روسيا عن طريق المحيط المتجمد الشمالي. واقترب من شبه جزيرة شوكوتسك، ومر عبر بحر بيرنغ وابحر إلى المحيط الهادئ.

## البحرية الروسية في عهد بطرس الأكبر

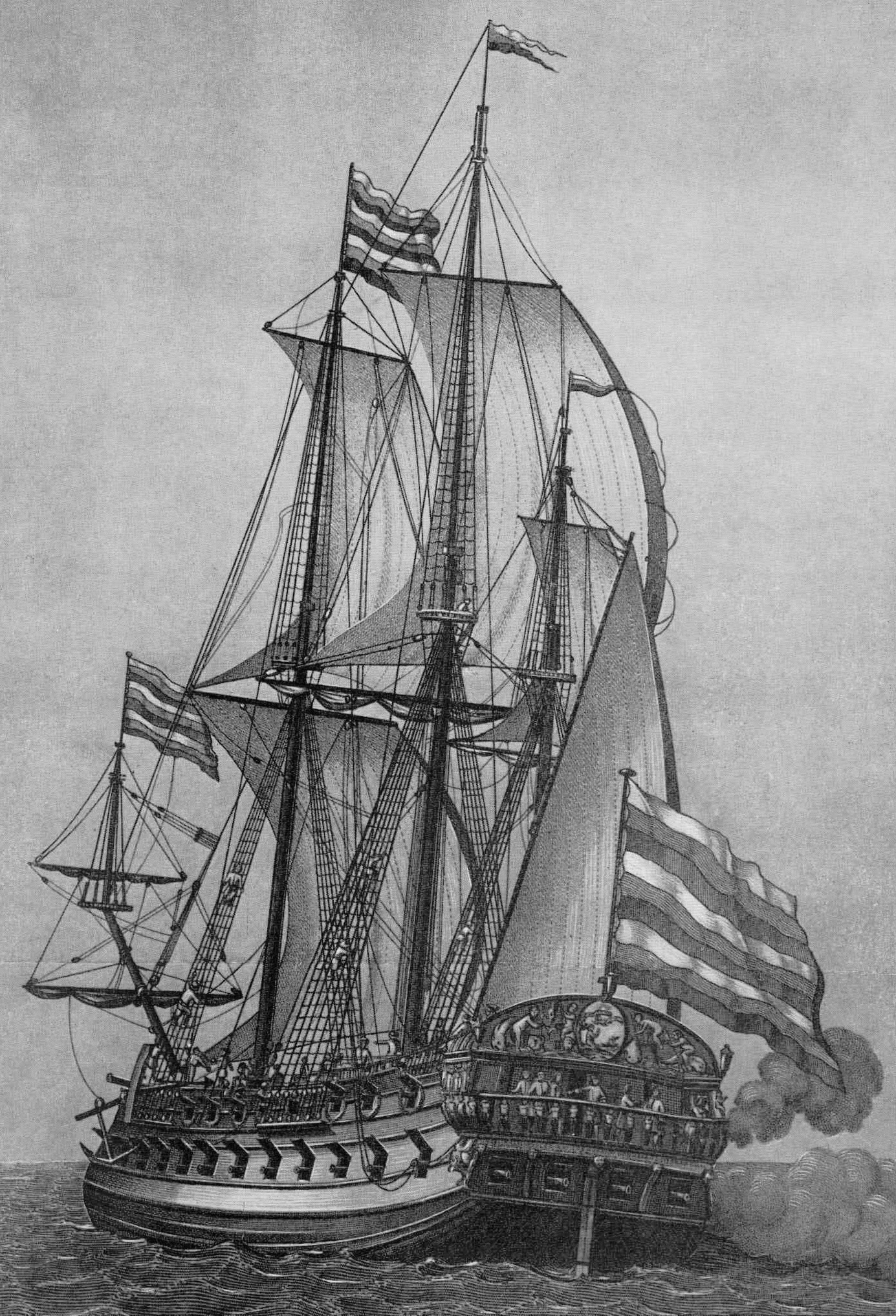
غوتو، رائدة اسطول آزوف حتى 1711

تم إنشاء البحرية الروسية النظامية في عهد بطرس الأكبر. خلال حملة آزوف الثانية في 1696 ضد الدولة العثمانية، استخدم الروس للمرة الأولى سفينتين حربيتان، واربع سفن نارية، و23 سفينة جالي و1300 زورق، بنيت على نهر فورونيج. بعد احتلال قلعة أزوف، تطلع مجلس دوما البويار إلى تقرير بيتر لهذه الحملة العسكرية، وأصدر قرارا بشأن البدء في بناء القوات البحرية في 20 أكتوبر 1696. هذا التاريخ يعتبر عيد ميلاد رسميا في وثائق البحرية الروسية العادية.
خلال الحرب الشمالية العظمى من 1700-1721، قام الروس ببناء أسطول البلطيق. وقع بناء الأسطول المجذوف (الأسطول الشراعي المجذوف) في 1702-1704 في ورشة بناء السفن (في عدة خورات أنهار نهر سياس ونهر وجا ونهر أولوكا). لكي تكون قادرة على الدفاع عن الساحل والهجوم على اتصالات العدو البحرية في بحر البلطيق، انشا الروس أسطول السفن الشراعية من السفن التي تم بناؤها في روسيا والمستوردة من الخارج. في 1703-1723، كانت ابرز قاعدة عسكرية لأسطول بحر البلطيق في تقع سانت بطرسبورغ ثم في كرونشتادت. أنشئت القواعد أيضا في فيبورغ وهلسنكي وتالين (سابقا ريفيل) وتوركو. في البداية، كان بيكراز فلاديميرسكي المسؤول عن بناء السفن. في وقت لاحق، تم نقل هذه المهام إلى بيكراز ادميرالتيسكي.
في 1745، كان بالبحرية الروسية 130 من السفن الشراعية، بما في ذلك 36 سفينة خط، تسع فرقاطات، 3 شنيافات (шнява (تستخدم لأغراض استطلاع وخدمات السعاة)، 5 قاصفات و77 من السفن المساعدة. الأسطول المجذوف يتكون من 396 سفينة، بما في ذلك 253 سفينة مجذوفة وشبه مجذوفة (تسمى скампавеи، أو scampavei ؛ مجذوفة خفيفة عالية السرعة) و143 مركب شراعي. كانت بناء السفن يجري في أحواض بناء السفن ال24، بما في ذلك تلك الموجودة في فورونيج وقازان وبيرسلافل-زالسكي وأرخانجيلسك وأولونتس وبطرسبرج وأستراخان.
ضباط القوات البحرية في الأسطول تم ضمهم من طبقة النبلاء (dvoryane) والبحارين العاديين من التجنيد الإجباري. الخدمة في القوات البحرية كانت على مدى الحياة. أطفال النبلاء درسوا للخدمة في البحرية في كلية الرياضيات والعلوم الملاحية، التي كانت قد تأسست في عام 1701 في موسكو ببرج شوخاريف. الطلاب كانوا كثيرا ما يرسلون إلى الخارج للتدريب في الأساطيل الأجنبية. كان من المألوف أيضا أن يوظف الرعايا الأجانب، الذين كانوا ذوي خبرة بحرية كبيرة، ليخدموا في البحرية الروسية، مثل النرويجي الهولندي كورنيليوس كرويس واليوناني ايفان بوتسيس أو الإسكتلندي توماس غوردون. في 1718، تم تأسيس المجلس الأميرالي (Адмиралтейств - коллегия) باعتباره أعلى سلطة بحرية في روسيا.
المبادئ التنظيمية للقوات البحرية الروسية، والتعليمية وطرق التدريب لإعداد الموظفين في المستقبل، وأساليب للقيام بعمل عسكري تم تلخيصها جميعا في ميثاق البحرية (1720) الذي صاغه بطرس الأول نفسه. بطرس الأكبر وفيودور ابراسكين وأليكسي سينيافين ونعوم سينيافين وميخائيل غوليتسين وغيرهم عموما لهم الفضل في تطور الفن الروسي في الحرب البحرية. المبادئ الرئيسية في الحروب البحرية التي جرى تطويرها من قبل غريغوري سبيريدوف وفيودور أوشاكوف وديمتري سينيافين.

## البحرية الروسية في القرن 18
في النصف الثاني من القرن 18، نمت البحرية الروسية قوية بسبب حركية سياسة روسيا الخارجية والحرب الروسية العثمانية من أجل التفوق في البحر الأسود. لأول مرة، أرسلت روسيا سرب من بحر البلطيق إلى مسارح العمليات البعيدة (انظر رحلات الأرخبيل للبحرية الروسية). اكتسب سرب الأميرال سبيريدوف السيادة في بحر ايجه من خلال تدمير الأسطول العثماني في معركة شيسما في عام 1770. في عام 1771، غزا الجيش الروسي سواحل كيرش وقلعة كيرتش وينيكال.
بعد أن تقدموا على نهر الدانوب شكل الروس أسطول الدانوب لغرض حراسة مصب نهر الدانوب. في عام 1773، أبحرت السفن التابعة لأسطول بحر أزوف (نشأ في عام 1771) إلى البحر الأسود. انتهت الحرب الروسية العثمانية 1768-1774 بنصر روسيا، والتي حازت على سواحل بحر آزوف وجزء من سواحل البحر الأسود بين الأنهار باغ ودنيستر. أصبح شبه جزيرة القرم مستقلة تحت حماية روسيا وسوف تصبح جزءا من روسيا في عام 1783. في 1778 أسس الروس ميناء خيرسون. في هذه المدينة تم طلب أول بارجة في أسطول البحر الأسود في عام 1783. بعد عام أصبح بالفعل سربا.

## في أوائل القرن 19
في النصف الثاني من القرن الثامن عشر وأوائل القرن 19، أصبح لدى البحرية الروسية ثالث أكبر اسطول في العالم بعد بريطانيا العظمى وفرنسا في أسطولين بالبحر الأسود وبحر البلطيق.
- أسطول البلطيق: 23 سفينة خطية و130 فرقاطة (1788).
- أسطول البحر الأسود: 5 سفن خطية و19 فرقاطة (1787).

في أوائل القرن 19، تألفت البحرية الروسية من أساطيل بحر البلطيق والبحر الأسود وأسطول بحر قزوين وأسطول البحر الأبيض وأسطول أوخوتسك. في عام 1802، أنشئت وزارة للقوات البحرية العسكرية (التي أعيدت تسميتها لوزارة البحرية في 1815).
في 1826، قام الروس ببناء أول باخرة مسلحة ازهورا (73.6 كيلو واط أو 100 حصانا) مجهزة بثمانية مدافع. في عام 1836، شيدت أول فرقاطة مجدافة بخارية في البحرية الروسية دعيت بوغاتير (1340 طن وبطاقة 177 كيلو واط (240 حصان) ومتسلحة ب 28 مدفعا). بين 1803 و1855، أجرى البحارة الروس أكثر من 40 طواف ورحلات بعيدة المدى معظمها لدعم مستعمراتها في المحيط الهادئ في ألاسكا وكاليفورنيا، والموانئ على الساحل الشرقي لسيبيريا.هذه الرحلات لعبت دورا هاما في مجال استكشاف الشرق الأقصى والمحيطات المختلفة، وساهمت في البحث العلمي والاكتشافات في المحيط الهادئ ومسارح عمليات القطب الجنوبي والقطب الشمالي.

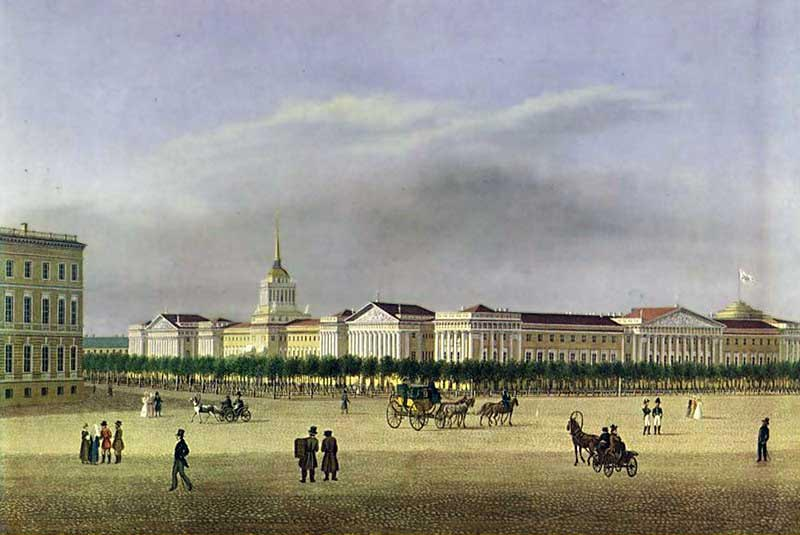
مقر المجلس الأميرالية، 1810s.

## أعقاب حرب القرم
بطء التنمية التقنية والاقتصادية في روسيا في النصف الأول من القرن 19 تسبب لها أن تقع وراء أوروبا والبلدان الأخرى في مجال البناء البواخر. قبل أندلاع حرب القرم في عام 1853، كان لدى روسيا أساطيل بحر البلطيق والبحر الأسود وارخانجيلسك وبحر قزوين وأسطول كامتشاتكا (بها و40 سفينة حربية و15 فرقاطات و24 زورقا سريعا و16 فرقاطات بخارية الخ).
مجموع عدد الموظفين في كل الأساطيل يعادل 91,000 شخص. على الرغم من كل هذا، رجعية نظام القنانة كان لها تأثير سلبي على التنمية التابعة للبحرية الروسية. ولا سيما أسطول بحر البلطيق، الذي كان معروفا بالتدريبات العسكرية القاسية.
بفضل أميرالات ميخائيل لازاريف وبافل ناخيموف وفلاديمير كورنيلوف وفلاديمير إستومن، كان بحارة أسطول البحر الأسود يدرسون فن الحرب والتمسك بالتقاليد العسكرية التابعة للقوات البحرية الروسية، التي شكلت في أوقات الأميرال أوشاكوف.
معركة سينوب في عام 1853 لاسطول البحر الأسود تحت قيادة ناخيموف قدمت عددا من الابتكارات التكتيكية. خلال حصار سيفاستوبول في 1854-1855، استخدم البحارة الروس جميع الوسائل الممكنة للدفاع عن قاعدتهم من البر والبحر. وفقا لمعاهدة باريس، فقدت روسيا الحق في أن يكون لها أسطول عسكري في البحر الأسود. في ستينيات القرن التاسع عشر، كان الأسطول الروسي يعتمد على سفن أشرعة تفقد أهميتها وكانت تحل محلها تدريجيا السفن البخارية.
بعد حرب القرم، بدأت روسيا بناء السفن البخارية المدرعة والبطاريات العائمة. هذه السفن كانت مدفعية قوية ومدرعة ولكنها تفتقر لسرعة الإبحار وقدرتها على ذلك في المسافات الطويلة. في عام 1861، قاموا ببناء أول سفينة مدرعة حربية من الصلب اسمها Opyt (Опыт). في عام 1869، بدأ الروس في بناء أول سفينة مدرعة بالكامل وهي بيوتر فيليكي (Пётр Великий).

## اواخر القرن 19
في عام 1863، خلال الحرب الأهلية الأمريكية، زارت أساطيل البحرية الروسية في المحيط الأطلسي والمحيط الهادئ الموانئ الأميركية في نيويورك وسان فرانسيسكو على التوالي وبقيت الشتاء كاملا. بعض المؤرخين يعتبرون هذه الزيارة عنصرا رئيسيا في ردع فرنسا وانكلترا من دخول الحرب على الجانب الولايات الكونفدرالية الأمريكية. [4] تنص ديلاهاي على أنه إلى جانب دعم الاتحاد استعدت روسيا للحرب مع فرنسا وإنجلترا للتدخل في العصيان البولندي لعام 1863. البحرية الروسية كانت ضعيفة ويمكن بسهولة محاصرة موانئها، ولكن لو كانت في الولايات المتحدة عندما بدأت الحرب كان يمكن لها بسهولة الهجوم على التجارة البريطانية والفرنسية.
واصلت قوات البحرية الإمبراطورية الروسية في التوسع في الجزء الأخير من هذا القرن لتصبح ثالث أكبر اسطول في العالم بعد بريطانيا وفرنسا. التوسع المتسارع في ظل القيصر نيقولا الثاني الذي كان قد تتأثر بمنظر البحرية الاميركية ألفريد ثاير ماهان. الصناعة الروسية، على الرغم من تزايد في قدرتها، لم تكن قادرة على تلبية المطالب وبعض السفن تم طلبها من بريطانيا وفرنسا وألمانيا والولايات المتحدة الأمريكية والدنمارك. كان لمهندسي البحرية الفرنسية على وجه الخصوص تأثير كبير على التصميمات الروسية.

## الحرب الروسية اليابانية
في ليلة 8 فبراير 1904، نفذ أسطول من البحرية الإمبراطورية اليابانية بقيادة الأدميرال هيهاتشيرو توغو هجوما مباغتا بزوارق الطوربيد على السفن الروسية في ميناء آرثر والحقت أضرار بالغة في اثنين من البارجات الروسية. تطور الهجوم إلى معركة بورت آرثر في صباح اليوم التالي. كانت سلسلة من الاشتباكات البحرية الحاسمة بعد ذلك، والتي كانت فيها البحرية اليابانية غير قادرة على مهاجمة الأسطول الروسي بنجاح في ظل قصف البنادق في المرفأ والروس رفضوا مغادرة المرفأ للبحار المفتوحة، وخصوصا بعد وفاة الاميرال ستيبان اوسيبوفيتش على ماكاروف 13 أبريل 1904
بعد الهجوم على بورت آرثر، حاول اليابانيون حرمان الروس من استخدام الميناء. خلال ليلة فبراير 13-14، حاولت اليابان منع الدخول إلى مدينة بورت آرثر باغراق عدة بواخر مليئة بالاسمنت في قناة مائية عميقة على الميناء. لكن البواخر غرقت عميقا في الماء ولم تنفع. محاولة أخرى لعرقلة مدخل الميناء في ليلة 3-4 مايو بسفن منيعة فشلت أيضا.
في آذار/مارس، اتخذ نائب الادميرال ماكاروف النشيط قيادة السرب الأول الروسي في المحيط الهادئ بهدف وضع خطط للخروج من حصار بورت آرثر. بحلول ذلك الوقت، بدأ الجانبان سياسة زرع الغام تكتيكية هجومية في كل منافذ أخرى. هذه هي المرة الأولى في الحرب التي استخدمت فيها الألغام لأغراض هجومية. في الماضي، استخدمت الألغام لأغراض دفاعية بحتة عن طريق الحفاظ على المرافئ في مأمن من غزو السفن الحربية.
أثرت سياسة زرع الألغام اليابانية بشكل فعال في تقييد حركة السفن الروسية من خارج ميناء ارثر، ففي 12 أبريل 1904 اصطدمت بارجتان روسيتان بيتروبافلوفسك وبوبيدا بحقل الغام ياباني قبالة بورت آرثر. غرقت بتروبافلوسك في غضون ساعة، في حين أن بوبيدا سحبت إلى بورت آرثر لإصلاحات شاملة. فيما لقي الأدميرال ماكاروف مصرعه على متن بيتروبافلوفسك.
ومع ذلك، فإن الروس سرعان ما تعلموا السياسة اليابانية لزرع الألغام الهجومية، وقرروا أن يقوموا بهذه الاستراتيجية أيضا. يوم 15 مايو، 1904، تم جذب اثنين من السفن الحربية اليابانية، ياشيما وهاتسوزي، إلى حقل ألغام تم زرعه مؤخرا الروسي قبالة بورت آرثر، فاصطدمأعلى الأقل بلغمين. غرقت ياشيما في غضون دقائق مع 450 بحارا معها، في حين أن هاتسوزي غرقت وسحبت بعد ذلك ببضع ساعات.
اعترضت محاولة الأسطول الروسي للخروج من بورت آرثر، والشروع إلى فلاديفوستوك، وهزموا في معركة البحر الأصفر. بقايا الأسطول الروسي لا تزال في بورت آرثر، حيث غرقت ببطء بفضل مدفعية الجيش المحاصر. محاولات فك حصار المدينة من الأرض فشلت أيضا، وبعد معركة ياويانغ في أواخر آب/أغسطس، تراجع إلى موكدين (شنيانغ). سقطت بورت ارثر أخيرا يوم 2 يناير 1905، بعد سلسلة من الهجمات الدموية، عالية الضحايا.
قبل 25 يونيو 1904، كانت قوات البحرية الإمبراطورية الروسية قد اشترت (في سرية) أول غواصة بحرية معروفة باسم (سيدتي) من اسحق رايس شركة القوارب الكهربائية. هذه الغواصة (الأصل) بنيت تحت إشراف آرثر ليوبولد بوسكه وأمريكا توربيدو قارب فولتون . كان بمثابة بداية لنوع من (هولندا نوع التصميم 7) المعروف باسم فئة الأفعى / غواصة الغطاس. قبل 10 أكتوبر 1904 كانت أول غواصة (رسميا) ستدخل حيز التشغيل (وبالتي تم شحنها) إلى الساحل الشرقي بالقرب من فلاديفوستوك بروسيا وأعيدت تسميتها سوم أو (السلور). أول غواصة روسية «لم تكن مستعدة» في الوقت المناسب للحرب الروسية اليابانية. السبب وراء هذا التأخير يرجع جزئيا إلى شحنة (الراحل) للطوربيدات التي كانت في الأصل من ألمانيا في عام 1905. أمرت روسيا بلمزيد من الغواصات (من التصميم الأساسي نفسه)، وبنيت بموجب عقد مع شركة هولندية من قبل شركة نيفا لبناء السفن في مدينة سان بطرسبرج بروسيا.
استعد الروس لتعزيز أسطولهم في العام الماضي بارسال عناصر اسطول بحر البلطيق تحت قيادة الأدميرال زينوفي روزيتفينسكي حول رأس الرجاء الصالح إلى آسيا، في رحلة لأكثر من 18,000 ميل. يوم 21 أكتوبر 1904، في الوقت الذي تمر به من المملكة المتحدة (حليفة لليابان ولكن محايدة في هذه الحرب)، افتعلت شكلا من الحرب في حادث بنك دودجر بإطلاق النار على قوارب الصيد البريطانية التي ظنوها قوارب نسف يابانية.
مدة رحلة أسطول بحر البلطيق تعني أن الأميرال توغو كان مدركا تماما لتقدم أسطول بحر البلطيق، وقال انه وضع خططا لمواجهة ذلك قبل أن يصل إلى ميناء فلاديفوستوك. اعترضهم في مضيق تسوشيما بين كوريا الجنوبية واليابان، وفي معركة تسوشيما ايار / مايو 27-28 1905. أسطول الياباني الأكثر حداثة، الذي كان أقل عددا ولكن قد تفوق في السرعة ونطاق إطلاق النار، قصف الاسطول الروسي بلا رحمة وإما دمر أو استولى على كل البوارج الثمانية.

## إعادة الإنشاء قبل الحرب العالمية الأولى
بعد الهزيمة في الحرب الروسية اليابانية، تراجعت روسيا عن كونها ثالث أكبر قوة بحرية إلى المركز السادس. تركيز الأنشطة البحرية الروسية تحول مرة أخرى من الشرق الأقصى إلى منطقة البلطيق. مهمة أسطول بحر البلطيق للدفاع عن بحر البلطيق، وسان بطرسبورغ من الألمان.
انشا القيصر نيقولا الثاني هيئة الأركان البحرية العامة في عام 1906. في البداية، تم توجيه الاهتمام إلى إنشاء وزرع الألغام، وأسطول الغواصات. طموح التوسع وضع البرنامج المعروض على مجلس الدوما في عام 1907 و1908 لكنه رفض. اضطرت أزمة البوسنة عام 1909 لإعادة بناء الفئة الجديدة غانغوت من الطرادات والمدمرات، وصدرت الأوامر لأسطول بحر البلطيق. تدهور العلاقات مع العثمانيين يعني سفنا جديدا بما في ذلك فئة سفن الإمبراطورة ماريا أمر بها اسطول البحر الأسود. مجموع النفقات البحرية الروسية خلال 1906-1913 كان 519 مليون دولار، في المرتبة الخامسة وراء بريطانيا وألمانيا والولايات المتحدة وفرنسا.
إعادة برنامج التسلح شمل عنصرا هاما من المشاركة الاجنبية مع عدة سفن (بما في ذلك الطراد Rurik) والآلات التي طلبت من الشركات الأجنبية. بعد اندلاع الحرب العالمية الأولى السفن والمعدات التي يجري بناؤها في ألمانيا قد صودرت. المعدات في بريطانيا كان بطيئة الوصول إلى روسيا أو تم تحويلها إلى الحلفاء الغربيين بالحرب.

## الحرب العالمية الأولى

### بحر البلطيق

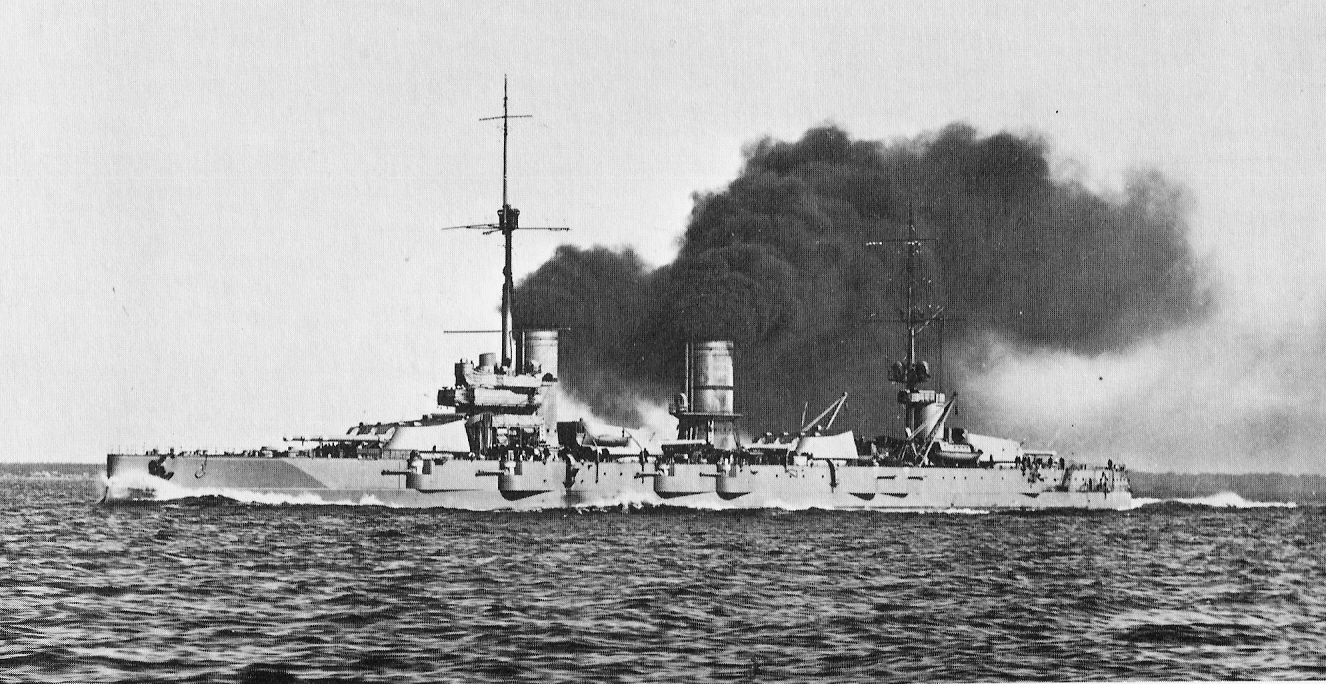
اسطول البلطيق بولتافا المدرعة البحرية في عام 1916.

كانت ألمانيا وروسيا المقاتلين الرئيسيين في بحر البلطيق، مع عدد من الغواصات البريطانية المبحرة من خلال كاتيغات لمساعدة الروس، بما في ذلك E9 يقودها ماكس هورتن. مع اسطول ألماني أكبر حجما وأكثر عصرية (العديد من سفن أسطول أعالي البحار يمكن نشرها بسهولة في منطقة بحر البلطيق عبر قناة كيل عند بحر الشمال الهادئ)، لعب الروس دورا دفاعيا بشكل رئيسي، في معظم هجومات القوافل بين ألمانيا والسويد وزرع حقول ألغام الهجومية. هاجمت الغواصات الروسية والبريطانية السفن الشراعية الألمانية بين السويد وألمانيا.
مع التعدين الثقيل الدفاعي والهجومي من الجانبين، الأساطيل لعبت دورا محدودا في الجبهة الشرقية. شن الألمان هجمات كبيرة للبحرية في خليج ريغا، دون جدوى في أغسطس 1915{ ونجحوا في أكتوبر 1917، عندما احتلوا الجزر في الخليج ({0}عملية البيون) والحقوا اضرارا في السفن الروسية التي غادرت ريغا (معركة صوت القمر)، التي احتلتها ألمانيا.
بحلول آذار / مارس 1918، قدمت الثورة البلشفية ومعاهدة بريست ليتوفسك البلطيق كبحيرة ألمانية، نقلت الأساطيل القوات الألمانية لدعم فنلندا المستقلة حديثا في احتلال جزء كبير من روسيا، ووقفت فقط عندما هزمت في الغرب. إجلاء الروس أسطول بحر البلطيق من هلسنكي وتالين في كرونستاد خلال عملية الرحلة الجليدية مارس 1918.

### البحر الأسود

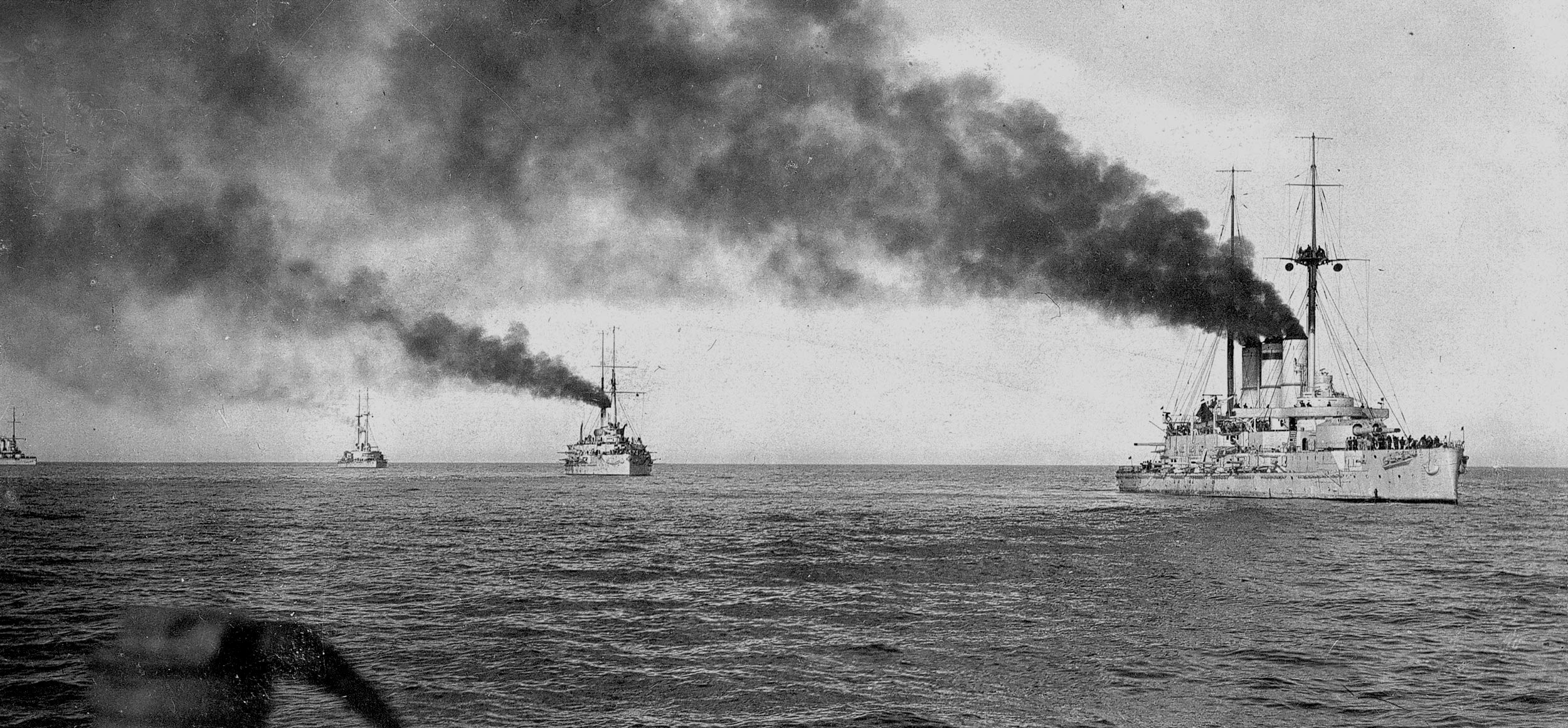
أسطول البحر الأسود بارجة لواء في خط الأمام بقيادة Zlatoust Ioann

البحر الأسود كان مجال كل من الروس والدولة العثمانية ولكن الأسطول الروسي حكمه. كان الأسطول الكبير المتمركز في سيفاستوبول يقوده اثنان من القادة المهرة: الأدميرال ابيرهارت والأدميرال كولشاك (الذي تولى السلطة في 1916).
بدأت الحرب في البحر الأسود، عندما قصف الأسطول العثماني العديد من المدن الروسية في أكتوبر 1914. أكثر السفن تطورا في الأسطول العثماني مؤلفة من سفينتان ألمانيتان: طراد المعارك س م س غويبين والطراد الخفيف س م س بريسلو تحت قيادة الاميرال فيلهلم سوشون. اصيبت غويبين باضرار في ما لا يقل عن أربع مناسبات مختلفة، وعادة ما كان عادت إلى الميناء من قبل البحرية الروسية المتفوقة. بحلول نهاية عام 1915، كان للأسطول الروسي سيطرة كاملة تقريبا على سطح البحر.
كانت أسطول البحر الأسود يستخدم أساسا لدعم نيكولاي يودينيش في حملة القوقاز. على سبيل المثال، في آب / أغسطس 1915، هاجمت غواصة ومدمرتين روسيتان قافلة من اربع وسائل النقل تركية يرافقها طراد ومدمرتين. اغرقت السفن الروسية جميع وسائل النقل الأربعة دون أن تخسر أي سفينة. في وقت لاحق، خلال صيف عام 1916 الجيش العثماني، تحت قيادة محمد وهيب قاصي (وهيب باشا)، لإعادة اتخاذ طرابزون. حاولت القوات العثمانية القيام بمسيرة على طول الساحل في حزيران / يونيو ولكن الأسطول الروسي كان قادرا على الحد من سرعة تقدمهم إلى الزحف باستخدام عمليات القصف البحري لمضايقة الجنود الذين يسيرون وتدمير أعمدة العرض. في نهاية المطاف تخلى الجيش العثماني مراكزه.
بعد أن تولى الاميرال كوشلاك (آب / أغسطس 1916) قيادة الأسطول الروسي الملغوم للخروج من مضيق البوسفور منع ما يقرب جميع السفن العثمانية من دخول البحر الأسود. في وقت لاحق من ذلك العام، الطرق البحري لفارنا كان ملغوما أيضا. أكبر خسارة لحقت بأسطول البحر الأسود الروسي حين تم تدمير المدرعة البحرية الحديثة الامبراطورية ماريا، والتي انفجر في الميناء يوم 7 أكتوبر عام 1916، سنة واحدة فقط بعد أن اشتريت. غرق الإمبراطورة ماريا لم يكن كاملا، أنه قد تم تخريب أو حادث سير مروع.

## الثورة والحرب الأهلية
الثورة وما تلاها من الحرب الأهلية دمر البحرية الروسية. فقط أسطول بحر البلطيق الذي يوجد مقره في بتروغراد بقي سليما إلى حد كبير على الرغم من أنه تعرض لهجوم من البحرية الملكية البريطانية في عام 1919 في ما يعرف بالحملة البريطانية في بحرالبلطيق في 1918-1919. التدخل الأجنبي احتل في منطقة المحيط الهادئ والبحر الأسود وسواحل المحيط المتجمد الشمالي. معظم الناجين من السفن الحربية لاسطول البحر الأسود كانوا تحت سيطرة بيوتر نيكولايفيتش رانجل وكانوا معتقلين في بنزرت بتونس في نهاية النزاع (انظر أسطول رانجل). البحارة الروس قاتلوا في كلا الجانبين في هذا الصراع الدامي. بحارة أسطول بحر البلطيق تمردوا ضد المعاملة القاسية من جانب السلطات السوفياتية في تمرد كرونستاد لعام 1921.
السفن المتبقية شكلت نواة البحرية السوفياتية.
إيفان دي ترافيرس (1815-1828)
أنطون مولر (1828-1836)
الأمير ألكسندر منشكوف (1836-1855)
البارون فردناند فون رانجل 1855-1857
نوكولاي ميتلين (1857-1860)
نيكولاي كارلوشيف كرابي (1860-1876)
ستيفان ليسوفسكي (1876-1880)
أليكسي بيشوروف (1880-1882)
إيفان شيستاكوف (1882-1888)
نيكولاي شيخاشويوف (1888-1896)
بيوتر تيرتوف (1896-1903)
فيودور أفيلان (1903-1905)
أليكسي بيريليوف (1905-1907)
إيفان ديكوف (1907-1909)
ستيفان فيوفودسكي (1909-1911)
إيفان غريغوروفتش (1911-1917)
ألكسندر غوشكوف (مارس 1917-أبريل 1917)